# Charles Stokes
Charles Henry Stokes (Dublin, 1852 – Lindi, 15 januari 1895) was een Ier die wegens wapenhandel ter dood veroordeeld werd door een krijgstribunaal van de Kongo-Vrijstaat. Zijn ophanging de dag nadien leidde tot internationale spanningen tussen België en het Verenigd Koninkrijk (waartoe Ierland toen behoorde).

## Levensloop
Na de dood van zijn vader trok de twintigjarige Stokes met zijn moeder naar Liverpool, waar hij werk vond als klerk. Hij besloot nieuwe horizonten op te zoeken en volgde een opleiding tot lekenevangelist bij de Church Missionary Society in Reading. In mei 1878 kwam hij aan in Zanzibar. Zijn eerste daad was het opzetten van een 300 man sterke dragerskaravaan naar de Grote Meren, want hij wilde Boeganda kerstenen. Hij bleek een bekwaam organisator en ondernam steeds grotere expedities. In januari 1883 trouwde hij in de kathedraal van Zanzibar met Ellen Sherratt, een van de verpleegsters die hem waren toegezonden door de missie. Ze beviel in maart 1884 van hun dochter Ellen Louise, maar stierf een week later. Het volgende jaar trad Stokes opnieuw in het huwelijk. Zijn nieuwe vrouw Limi was verwant aan het stamhoofd van de Wanyamwesi, een volk van dragers. Hij werd uitgesloten door zijn kerk maar stortte zich op de handel (transport, ivoor). Hij afrikaniseerde enigszins en nam twee concubines, Nanjala en Zaria, bij wie hij nog twee kinderen kreeg.
Stokes stond op goede voet met de Arabo-Swahili en de Britten, alsook vanaf 1890 met de Duitsers. Hij begon zich te meten met machtige mannen als Emin Pasja, Carl Peters en Frederick Lugard. Eind 1894 begaf hij zich voor het eerst met een grote expeditie naar Noord-Oost-Kongo. Zijn duizendtal dragers hadden grote hoeveelheden geweren en ivoor bij. De Arabo-Swahili waren uiteengedreven in hun oorlog met de koloniale Belgen en hadden wanhopig wapens nodig. Er viel grof geld te verdienen, maar de risico's waren navenant. Hubert Lothaire, de bevelhebber van de campagne in Ituri, was vastbesloten de laatste haarden van verzet uit te roeien.

## Gevangenneming, proces, executie
Via onderschepte brieven leerde Lothaire dat Stokes met wapens op komst was. Hij stuurde luitenant Josué Henry met 70 man vooruit om hem gevangen te nemen. Henry maakte gebruik van de afwezigheid van een groot deel van Stokes' gevolg, verspreid in het woud op zoek naar levensmiddelen, om hem in zijn tent gevangen te nemen (december 1894). Hij werd naar Lothaire in Lindi gevoerd, die onmiddellijk een krijgsraad vormde. Stokes werd schuldig bevonden aan het verkopen van geweren, buskruit en slaghoedjes aan Afro-Arabische vijanden (Kilonga Longa, Saïd ben Abedi en Kibonge). Hij kreeg de doodstraf en werd 's anderendaags al opgehangen (omhoog gehesen aan een boom).
De procedure vertoonde flagrante onregelmatigheden, te beginnen met enkele valse getuigenissen. Er was geen strafwetboek, geen griffier, het vonnis werd niet voorgelezen en Stokes kreeg geen beroepsmogelijkheid, hoewel hij daar als burger recht op had. Om het plaatje af te maken, ontstond er getouwtrek om de erfenis van de gehangene.

## Nasleep
In augustus 1895 raakten de feiten internationaal bekend. De pers berichtte uitvoerig (met op kop de Pall Mall Gazette via Lionel Decle) en er ontstond een diplomatiek incident. In overleg met Groot-Brittannië en Duitsland werd beslist om Lothaire te laten terechtstaan in Boma. De Vrijstaat betaalde een schadevergoeding aan de Britten (150.000 frank) en Duitsers (100.000 frank) en zou het per decreet onmogelijk maken dat krijgsraden nog doodstraffen uitspraken tegen Europeanen. Het ivoor van Stokes zou aan zijn familie worden terugbezorgd.
Het proces-Lothaire was opnieuw een juridische farce. De beklaagde negeerde orders van gouverneur-generaal Théophile Wahis, die hem wou beletten de kolonie te verlaten. De twee zouden er een levenslange vete aan over houden. In april 1896 sprak de rechtbank van Boma Lothaire na een kort proces vrij. Het vonnis was nauwelijks gemotiveerd. Het cassatieberoep werd, zoals vooraf overeengekomen, behandeld door de Hoge Raad van Congo in Brussel. Die bevestigde in augustus 1896 het vonnis en maakte de weg vrij voor de rehabilitatie van Lothaire.
De affaire-Stokes mobiliseerde de Britse publieke opinie tegen de Kongo-Vrijstaat. Ze deed Leopolds imago van welwillende despoot, met zoveel inspanning gecultiveerd, flink afbrokkelen. Toch zou hij nog bijna tien jaar vrijwel ongestoord zijn terreurbewind kunnen voortzetten. Pas met het rapport-Casement (1904), gevolgd door de campagne van de Congo Reform Association en de bevindingen van de Commissie-Janssens, verloor hij de controle over de situatie.